# Gobernación de Polotsk
La gobernación de Pólotsk (en ruso: По́лоцкая губе́рния, Pólotskaya gubérnia) fue una gubernia dentro del Imperio ruso. Existió desde 1776 hasta 1796. Desde 1778, el área fue llamada virreinato de Pólotsk (en ruso: Полоцкое наместничество). El gobierno se creó a partir de las provincias de Vítebsk, Daugavpils y Pólotsk de la gobernación de Pskov. La gobernación fue restablecida en 1920 y existió hasta 1922; más tarde se fusionó con la gobernación de Jersón. El gobierno tenía 11 uyezds: Velizh, Vítebsk-Pahonia, Vítebsk, Dryia, Daugavpils, Ludza, Pólotsk, y Sebezh Soerazj. La capital era Pólotsk.
- Datos: Q1255510
- Multimedia: Polotsk Governorate / Q1255510